# Болотово (Судиславский район)
Бо́лотово — село Судиславского района Костромской области, Россия. Административный центр Судиславского сельского поселения.

## Географическое положение
Расположено на шоссе Кострома — Судиславль, в 5 км от Судиславля. 

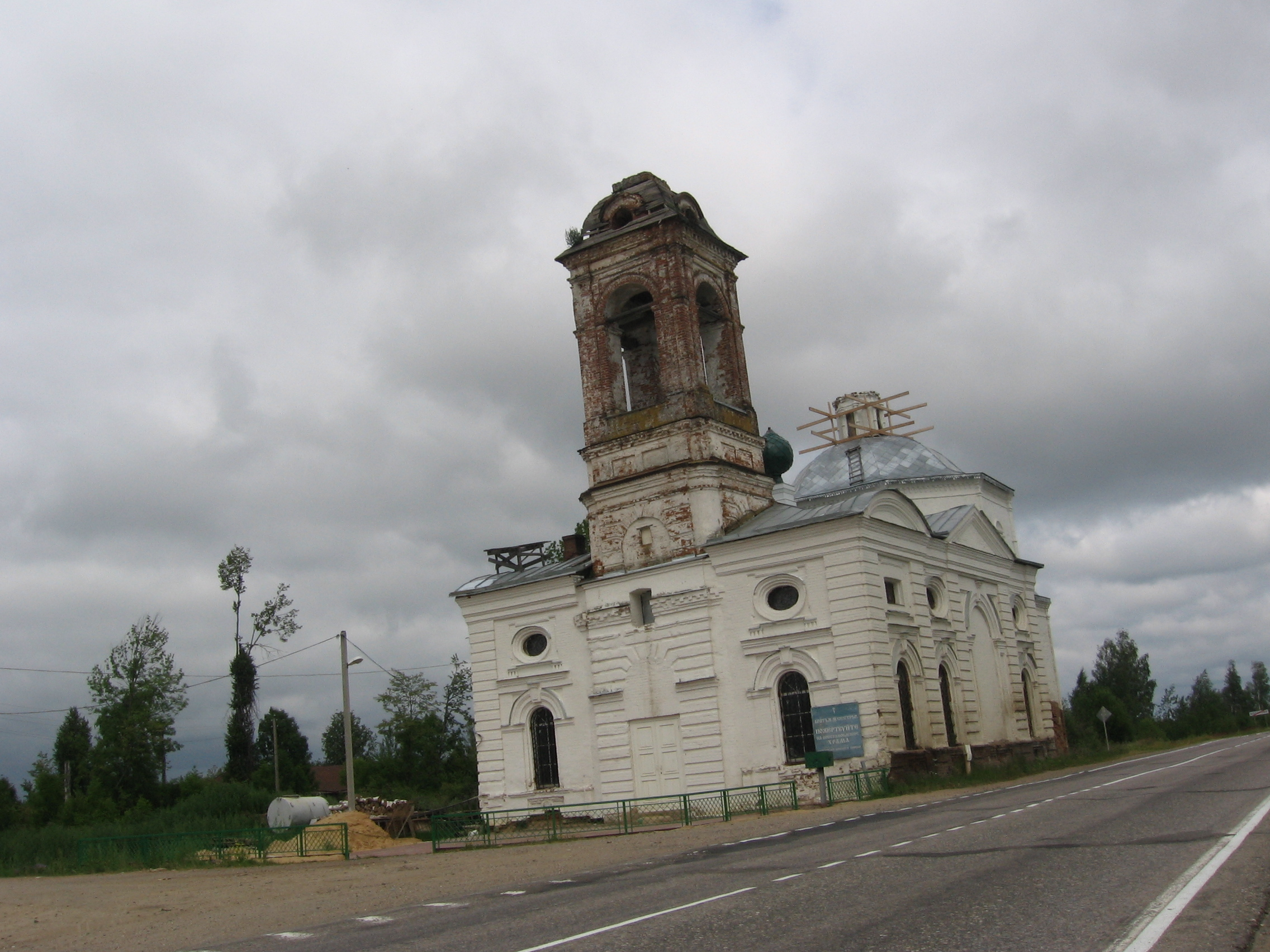
Церковь Святителей Василия и Николая в Болотово, 2021

## История
- Впервые упомянуто в документах в 1598 г. с двумя деревянными храмами: летним Воскресения Христова с приделом Василия Блаженного и зимним Николая Чудотворца. Из-за голода 1598 г. и польского разорения к 1625 г. село запустело. В нём жили семья помещицы Салмановой и дьяк Ключарев. Крестьяне же разбежались или умерли от голода.
- В 1646 г. в селе было 2 господских дома Салмановых и священника.
- В 1666 г. полсела по разделу с родственниками оказалось в руках помещиков Ратьковых и стало их родовой усадьбой вплоть до 1917 г. Полсела в 18 веке было во владении дворян Килениных. Один из Килениных был адмиралом. При нём в 1713 г. построено каменное здание церкви св. Николая и св. Василия Блаженного. В 1763 г. церковь перестроена по принципам классицизма. Церковь расширена в начале XX века. В храме хранилась очень древняя и чтимая икона В.Блаженного.
- В 1871 г. в селе было 13 дворов с 54 жителями. В 1925 г.имелось 25 дворов со 112 жителями.
- В семье священника Соболева в 1896 г. родился известный костромской художник Н. А. Соболев, выпускник Московского университета. Его сестра была замужем за генералом Красной Армии.
- В 60-е годы при строительстве асфальтированного шоссе дорога была проложена по территории кладбища и ставился вопрос о взрыве здания храма, использовавшегося как склад удобрений. Однако к начальнику строительства во сне явился монах, который потребовал прекратить задуманное. Взрыв не состоялся, так как весь заряд начальник строительства приказал использовать для подрыва ледяных торосов в половодье, грозивших снести только что построенный мост шоссе. Здание храма он поставил на баланс «Автодора», отреставрировал его, что было единственным случаем в истории советского «Автодора». Почитание В.Блаженного и храма можно видеть и сейчас. Считается, что кто страдает головой, должен прикоснуться лбом к стене храма и тогда исцелится. В настоящее время храм реставрируется. Иконостас 18 в. при закрытии храма в 30-х годах крестьяне спасали на чердаке дома д. Лукино.

## Население
| 2008 | 2010 | 2014 |
| ---- | ---- | ---- |
| 223  | ↘196 | ↗238 |

## Экономика
- ЗАО «Родина», выращивает овец и коз.

## Объекты социальной сферы
- В настоящее время есть детсад.